# Instiftelseorden
Instiftelseorden är berättelsen om hur Jesus instiftade nattvarden vid den sista måltiden tillsammans med sina lärjungar. 
Orden återges i de tre synoptiska evangelierna, det vill säga Matteus 26:26-28, Markus 14:22-24 och Lukas 22:17-20 samt i 1 Kor. 11:23-25 och ingår i både östliga och västliga liturgier. Sedan medeltiden förlägger man i västerlandet själva konsekrationen till instiftelseorden, medan de östliga kyrkorna har en särskild epikles.
| ”                                                     | Den natt då Han blev förrådd, tog Han ett bröd, tackade, bröt det och gav åt lärjungarna och sade: "Tag och ät. Detta är min kropp, som blir utgiven för er. Gör detta till min åminnelse." Likaså tog han kalken, tackade och gav åt lärjungarna och sade: "Drick av den alla. Denna kalk är det nya förbundet genom mitt blod, som blir utgjutet för många, till syndernas förlåtelse. Så ofta ni dricker av den, gör det till min åminnelse." | „ |
| – Ur Den Svenska Kyrkohandboken 1986 (Svenska kyrkan) | |   |